# Otte Brahe

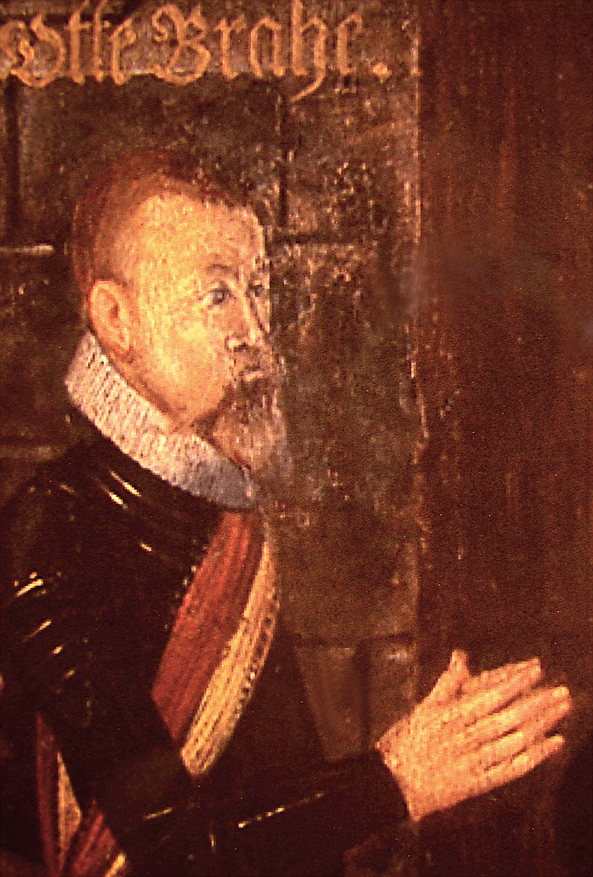
Otte Thygesen Brahe consejero danés representado en el epitafio de la iglesia de Kågerød, Skåne

Otte Brahe (2 de octubre de 1518 - Helsingborg, 9 de mayo de 1571) fue un reconocido oficial luterano de la Milicia Real danesa además de haber pertenecido al Rigsraadet. Brahe fue el padre del famoso astrónomo Tycho Brahe. En repetidas ocasiones Brahe viajó a Alemania, España e Italia y, en el año 1599 estuvo en Roma, Padua y Venecia.

## Biografía

### Vida familiar
Brahe se casó con Beate Bille en 1544. Tanto los Brahes como los Billes fueron parte de las familias nobles más poderosas en Dinamarca. Ambas familias poseyeron granjas, bosques, y tierras así como casas en varias ciudades danesas incluso en Copenhague, además de controlar muchos feudos. Construyeron el castillo de ladrillos de Knudstrup que fue terminado en 1550. Su primer hijo fue Lizbeth seguida de gemelos el 14 de diciembre de 1546. Sin embargo, uno de los gemelos murió antes de ser bautizado. El sobreviviente fue llamado Tyge como su abuelo paterno. Este se convertiría en un astrónomo famoso, tomando el nombre Tycho Brahe. Extrañamente, su hijo Tyge fue secuestrado por el hermano mayor de Brahe, Jørgen, en 1548. Tycho más tarde escribió: "sin el conocimiento de mis padres "Jørgen me llevó lejos con él mientras yo estaba en mi juventud más temprana. Él me apoyó generosamente durante su vida". Mientras Jørgen tomó a Tyge sin su permiso, no parece que Brahe y su esposa hicieran mucho para recuperarlo. Brahe no era severo sobre cualquiera de sus cinco hijos para que aprendieran el latín, la lengua de la educación entonces, considerándolo una pérdida de tiempo. En cambio, él pidió que ellos se hicieran líderes militares, quizás trabajando ya fuese en el tribunal o la equitación, incluso enfrentamientos de espada.[cita requerida]

### Vida política
La familia Brahe era poderosa. En cierta ocasión, en una oferta de ampliar su estado en Knudstrup, Brahe quemó las cosechas de siete agricultores y los persiguió en el bosque. Brahe era aliado cercano del rey danés y finalmente fue nombrado gobernador del castillo de Helsingborg (probablemente debido a la influencia de Peder Oxe). En 1563 era un miembro de la oligarquía de aproximadamente veinte miembros (Rigsraad) que gobernaba Dinamarca.[cita requerida]

### Muerte
Brahe cayó muy enfermo en 1570 y moriría finalmente en mayo de 1571. Su legado incluía 500 granjas, 60 casitas de campo, 14 molinos, el Castillo de Knutstrup, casas señoriales en el país, y casas en Copenhague. Sus bienes no fueron totalmente repartidos hasta 1674.

## El cancionero de Brahe
Recientemente el joven hipanista y poeta mexicano Juan Pablo Ortiz-Hernández, en conjunción con el hispanista Kenneth Brown publicará la primera y única edición de un cancionero de poesía española medieval perteneciente a Otte Brahe. Dicho cancionero se encuentra en su versión manuscrita en la Biblioteca Real de Copenhague y ha significado un hallazgo para las letras hispánicas y en especial para la tradición cancioneril española.[cita requerida]